# Andrea Montermini
Andrea Montermini (Sassuolo, 30 de maio de 1964) é um automobilista italiano.

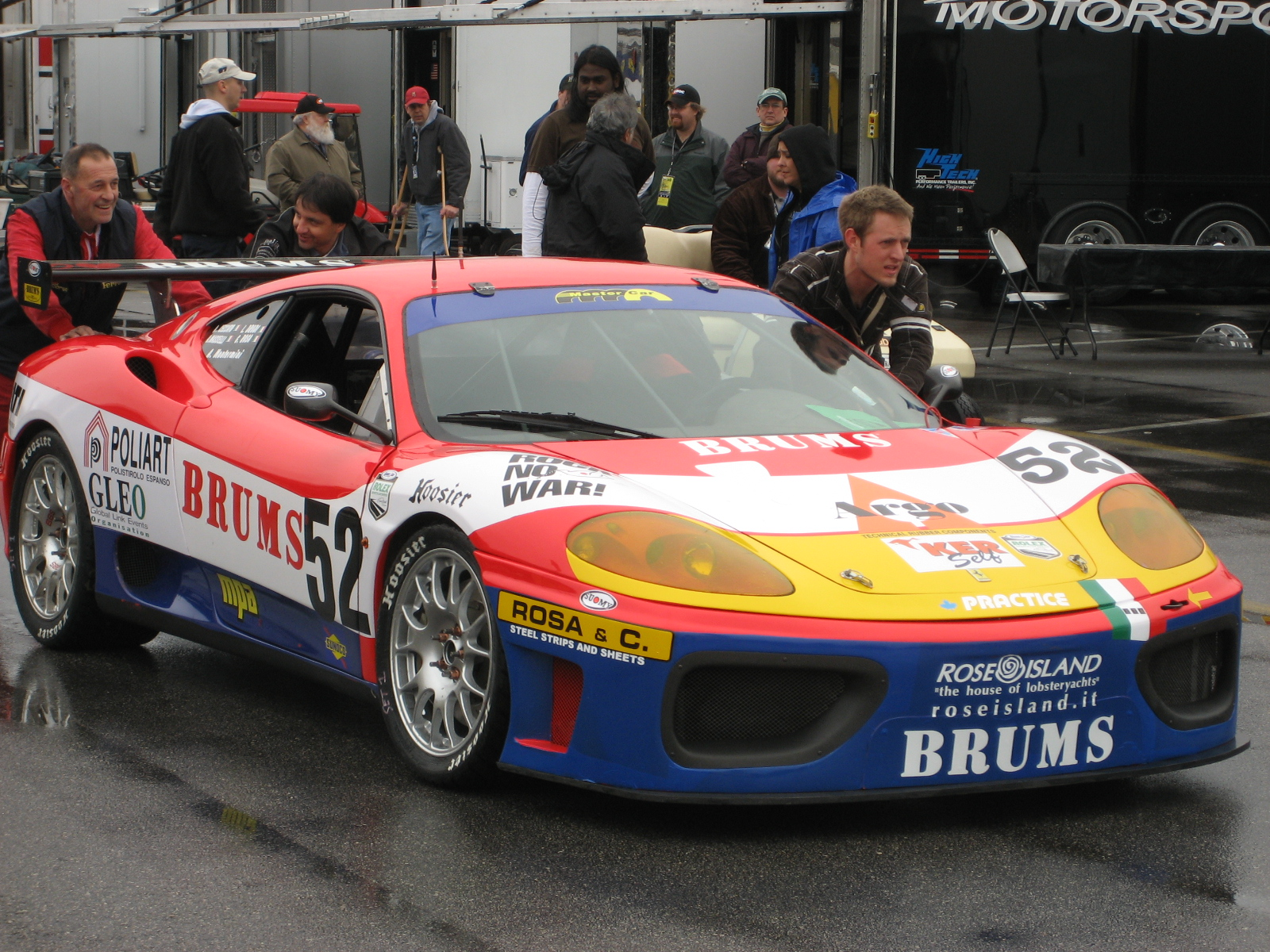
Carro de Montermini nas 24 Horas de Daytona de 2007.

Terminou como vice-campeão em 1992 da Fórmula 3000. Na Fórmula 1, disputou 19 grandes prêmios tendo sendo o primeiro no Grande Prêmio de San Marino de 1994. Nos treinos de sábado do Grande Prêmio da Espanha de 1994 guiando a Simtek sofreu um grave acidente, fraturando os pés e tendo traumatismo craniano recuperando-se para o retorno às pistas de Fórmula 1 na temporada de 1995. Disputou a temporada de 1995 como piloto da Pacific Racing e em 1996 como piloto da Forti Corse. Nunca marcou pontos, sua melhor participação foi no GP da Alemanha de 1995 quando terminou a corrida na 8ª posição - que ainda não contava pontos para o certame. Ao fim de sua carreira na Fórmula 1 passou a correr em categorias nos Estados Unidos, principalmente a Champ Car, onde correu pela All American Racers em 1999.